# Pentas glabrescens
Pentas glabrescens là một loài thực vật có hoa trong họ Thiến thảo. Loài này được Baker mô tả khoa học đầu tiên năm 1895.